# 鳥越製粉
鳥越製粉株式会社（とりごえせいふん）は、福岡県福岡市博多区（登記上の本店はうきは市）にある製粉会社。

## 会社概要
九州に拠点を置く、製粉業界中堅の独立系メーカーである。
1960年（昭和35年）3月に日本で最初のフランスパン専用小麦粉を発売した。焼酎向け精麦の扱いが特徴であり、2019年（令和元年）12月期の連結売上構成は製粉48%、食品34%、精麦16%、飼料1%である。
カルビーの1.45%の株を持つ大株主（第10位）である。保有するカルビー株の貸借対照表計上額は2020年3月末現在68億円を超え、鳥越製粉の純資産の20%を占める。

## 沿革
- 1877年（明治10年）10月 - 福岡県浮羽郡吉井町（現在のうきは市）で鳥越彦三郎が米穀・日用雑貨取扱業を創業[4]。
- 1935年（昭和10年）12月 - 株式会社鳥越商店を設立[4]。
- 1940年（昭和15年）10月 - 米穀配給統制令により製粉・精麦業に転換[4]。
- 1951年（昭和26年）12月 - 鳥越製粉に名称変更[4]。
- 1960年（昭和35年）3月 - 日本で最初のフランスパン専用粉発売[4]。
- 1962年（昭和37年）9月 - 東京証券取引所第2部、福岡証券取引所に上場[4]。
- 1969年（昭和44年）10月 - レイモン・カルベルの指導によりフランスパン専門店「カルベル」を福岡市中央区天神に開店[5]。
- 1998年（平成10年）6月 - 東京証券取引所第1部に指定替え[4]。
- 2011年（平成23年）1月 - 完全子会社の寺彦製粉株式会社（静岡県焼津市）を吸収合併し、静岡工場とする[6]。

## 関係会社

### 連結子会社
- 中島精麦工業（福岡県久留米市）
- 石橋工業(福岡県筑後市)
- カネニ（福岡県うきは市）
- 大田ベーカリー（鹿児島県鹿児島市）
- 久留米製麺（福岡県久留米市）
- 中島倉庫（福岡県久留米市）
- 富士鳩急送（福岡県うきは市）

## 関係する人物
- 鳥越彦三郎 - 創業者
- 鳥越繁 - 元社長。
- 鳥越繁喜 - 元社長。ジャーナリスト鳥越俊太郎の伯父。
- 高峰和宏 - 元社長。
- 鳥越俊雄 - 元専務。鳥越俊太郎の父。
- 鳥越俊太郎 - NHK『ファミリーヒストリー』（2015年7月10日放送）によれば、俊太郎は創業者・鳥越彦三郎の曾孫にあたるという。
- 鳥越崇興
- 鳥越さやか